# Acrotoma
Acrotoma is een geslacht van slakken uit de familie van de Clausiliidae.

## Soorten
De volgende soorten zijn bij het geslacht ingedeeld:
- Acrotoma baryshnikovi Likharev & Schileyko, 2007
- Acrotoma claussi H. Nordsieck, 1977
- Acrotoma enguriensis Hausdorf, Walther & Neiber, 2018
- Acrotoma gegika Suvorov, 2002
- Acrotoma juliae Suvorov, 2002
- Acrotoma komarowi (O. Boettger, 1881)
- Acrotoma laccata (O. Boettger, 1881)
- Acrotoma likharevi Solodovnikov & Szekeres, 2017
- Acrotoma mallabika Tanov, 2020
- Acrotoma narzanensis (Rosen, 1901)
- Acrotoma reshaviensis Solodovnikov & Szekeres, 2017
- Acrotoma semicincta (O. Boettger, 1881)
- Acrotoma tunievi Suvorov, 2002
- Acrotoma vespa Hausdorf, Walther & Neiber, 2018

### Synoniemen
- Acrotoma (Acrotoma) O. Boettger, 1881 => Acrotoma O. Boettger, 1881
- Acrotoma (Acrotoma) claussi H. Nordsieck, 1977 => Acrotoma claussi H. Nordsieck, 1977
- Acrotoma (Acrotoma) gegika Suvorov, 2002 => Acrotoma gegika Suvorov, 2002
- Acrotoma (Acrotoma) juliae Suvorov, 2002 => Acrotoma juliae Suvorov, 2002
- Acrotoma (Acrotoma) komarowi (O. Boettger, 1881) => Acrotoma komarowi (O. Boettger, 1881)
- Acrotoma (Acrotoma) laccata (O. Boettger, 1881) => Acrotoma laccata (O. Boettger, 1881)
- Acrotoma (Acrotoma) likharevi Solodovnikov & Szekeres, 2017 => Acrotoma likharevi Solodovnikov & Szekeres, 2017
- Acrotoma (Acrotoma) reshaviensis Solodovnikov & Szekeres, 2017 => Acrotoma reshaviensis Solodovnikov & Szekeres, 2017
- Acrotoma (Acrotoma) tunievi Suvorov, 2002 => Acrotoma tunievi Suvorov, 2002
- Acrotoma (Acrotoma) vespa Hausdorf, Walther & Neiber, 2018 => Acrotoma vespa Hausdorf, Walther & Neiber, 2018
- Acrotoma (Acrotoma) concavelamellata Loosjes, 1963 => Strigileuxina concavelamellata (Loosjes, 1963)
- Acrotoma (Acrotomina) H. Nordsieck, 1977 => Acrotoma O. Boettger, 1881
- Acrotoma (Acrotomina) mallabika Tanov, 2020 => Acrotoma mallabika Tanov, 2020
- Acrotoma (Acrotomina) narzanensis (Rosen, 1901) => Acrotoma narzanensis (Rosen, 1901)
- Acrotoma (Acrotomina) semicincta (O. Boettger, 1881) => Acrotoma semicincta (O. Boettger, 1881)
- Acrotoma (Acrotomina) mallabica Tanov, 2020 => Acrotoma (Acrotomina) mallabika Tanov, 2020 => Acrotoma mallabika Tanov, 2020
- Acrotoma (Iliamneme) Schileyko in Likharev & Schileyko, 2007 => Acrotoma O. Boettger, 1881
- Acrotoma (Iliamneme) baryshnikovi Likharev & Schileyko, 2007 => Acrotoma baryshnikovi Likharev & Schileyko, 2007
- Acrotoma (Iliamneme) enguriensis Hausdorf, Walther & Neiber, 2018 => Acrotoma enguriensis Hausdorf, Walther & Neiber, 2018
- Acrotoma (Astrogena) Szekeres, 1970 => Armenica (Astrogena) Szekeres, 1970 => Armenica O. Boettger, 1877
- Acrotoma (Astrogena) amoena Szekeres, 1970 => Armenica (Astrogena) griseofusca (Mousson, 1876) => Armenica griseofusca (Mousson, 1876)
- Acrotoma (Bzybia) H. Nordsieck, 1977 => Acrotoma (Acrotoma) O. Boettger, 1881 => Acrotoma O. Boettger, 1881
- Acrotoma (Bzybia) claussi H. Nordsieck, 1977 => Acrotoma claussi H. Nordsieck, 1977
- Acrotoma (Castelliana) Suvorov, 2002 => Acrotoma O. Boettger, 1881
- Acrotoma (Castelliana) juliae Suvorov, 2002 => Acrotoma juliae Suvorov, 2002
- Acrotoma (Castelliana) likharevi Solodovnikov & Szekeres, 2017 => Acrotoma likharevi Solodovnikov & Szekeres, 2017
- Acrotoma (Castelliana) reshaviensis Solodovnikov & Szekeres, 2017 => Acrotoma reshaviensis Solodovnikov & Szekeres, 2017
- Acrotoma (Castelliana) tunievi Suvorov, 2002 => Acrotoma tunievi Suvorov, 2002
- Acrotoma mallabica Tanov, 2020 => Acrotoma mallabika Tanov, 2020
- Acrotoma marcellana (Oppenheim, 1890) † => Disjunctaria (Euclausta) marcellana (Oppenheim, 1890) † => Disjunctaria marcellana (Oppenheim, 1890) †